# Европейска общност за атомна енергия
Европейската общност за атомна енергия, Евратом (на английски: European Atomic Energy Community, EAEC или Euratom) е международна организация, основана с цел създаване на общ пазар за атомна енергия в Европа, развитие на атомната енергетика и разпределение между страните-членки, както и продажба на нечленове. В правно отношение е различна от Европейския съюз (ЕС), но има същите страни-членки и се управлява от институциите на ЕС. От 2014 Швейцария е асоцииран член.
Създадена е на 25 март 1957 г. с Договора от Рим, заедно с Европейската икономическа общност (ЕИО).

## Политическо основание и развитие
Според Жан Моне, първи президент на Върховния орган на Европейската общност за въглища и стомана по онова време, мотивацията за такъв проект се съдържа в три основни предимства:
- Сравнително евтиното задоволяване на енергийните нужди чрез новата технология.
- Възможността да се развие и изгради атомно оръжие независимо от САЩ.
- Да се контролира използването на атомна енергия за граждански нужди в Германия.

Въпреки доста скептичните реакции на редица държави – холандското правителство е било против секторната интеграция на икономиката, а френските политици – против наднационалните структури, Жан Моне обвързва договора с този на Европейската икономическа общност, за да контрира съпротивата им.

## Институции
Институциите на Евратом от 1967 г. насам са идентични с тези на ЕС – Европейски парламент, Европейска комисия, Европейски съвет, Съвет на ЕС, Съд на ЕС.

## Развитие
На практика Евратом не успява да се развие и да изиграе толкова важна роля в европейската интеграция, колкото ЕИО. През 50-те години на 20 век страните членки са възлагали големи надежди върху тази нова технология, но на практика става ясно, че всяка държава предпочита да следва свой собствен път на развитие. Допълнително в някои държави атомната енергия бива дискредитирана като ефективна и чиста.